# Megalognatha natalensis
Megalognatha natalensis es una especie de insecto coleóptero de la familia Chrysomelidae.
Fue descrita científicamente en 1903 por Martin Jacoby.